# 大阪市立友渕小学校
大阪市立友渕小学校（おおさかしりつ ともぶちしょうがっこう）は、大阪府大阪市都島区友渕町1丁目にある公立小学校。
校区内に大規模団地が建設され大阪市立高倉小学校の学校規模が過大になったことに伴い、団地を校区として1980年に高倉小学校から分離開校した。通学区域のほぼ全域を高層マンション群が占めるマンモス校である。

## 沿革

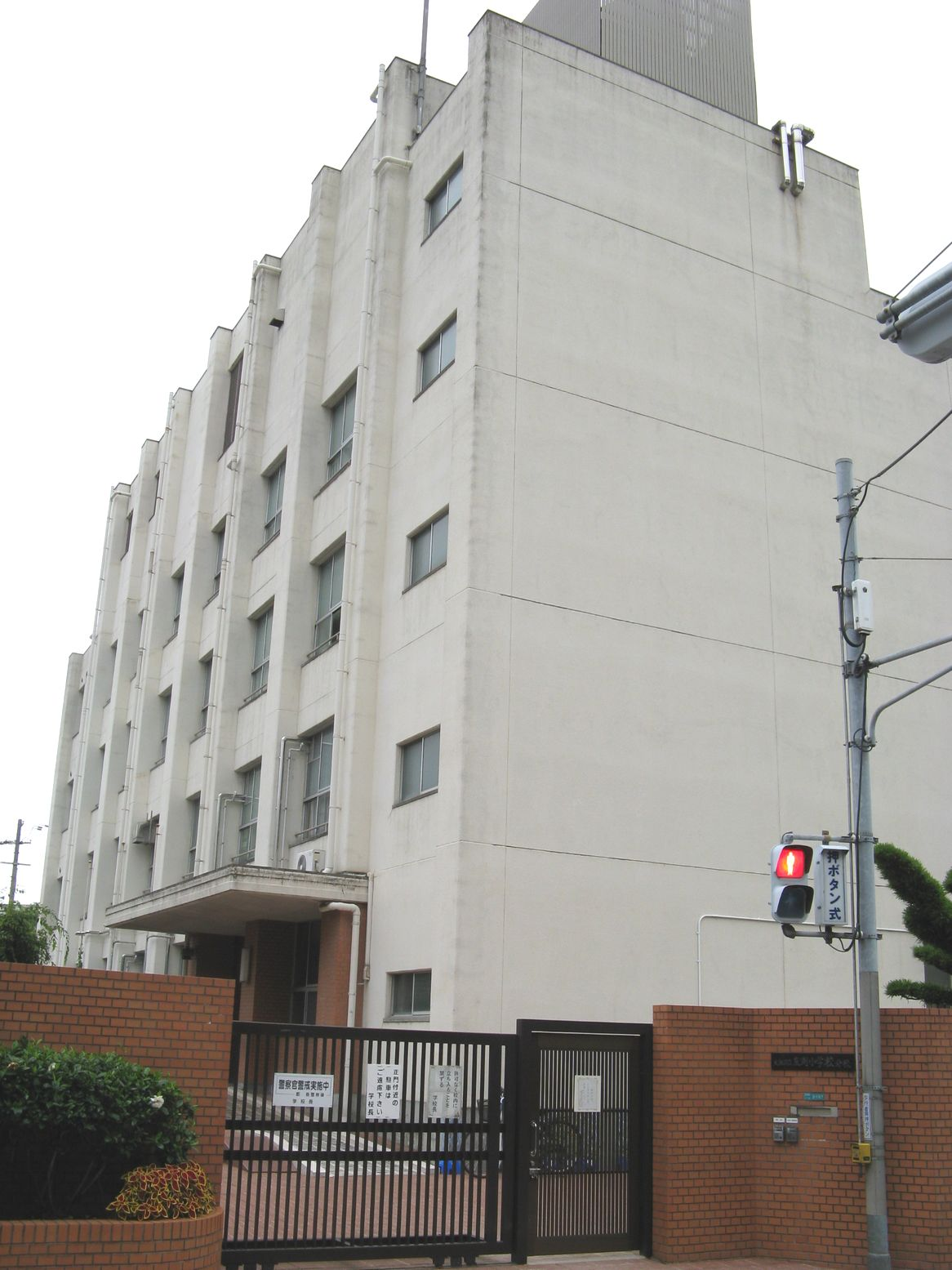
友渕小学校分校

- 1981年4月1日 - 大阪市立友渕小学校として開校。1年40名、2年31名、3年41名、4年33名、5年34名、教職員17名。（大阪市立高倉小学校より分離）[1]
- 1986年 - 児童数の急激な増加に伴い、分校（西校舎）が開成
- 2012年 - 通学区域変更。善源寺2丁目が都島小学校・中学校校区から分離し、友渕小学校・中学校校区に編入。大規模新興マンション群であるセントプレイスシティが校区に編入され、再び児童数が急増。

## 校歌
- 作詞：寺本俊美、作曲：松尾宏[2]

## 通学区域
- 大阪市都島区[3]
  - 善源寺町2丁目（2番1～8号）、友渕町1丁目（2～7番）

卒業生は大阪市立友渕中学校に進学する。

## 交通
- 大阪シティバス 高倉町3丁目バス停。
- Osaka Metro谷町線 都島駅 北へ約1.5km。
- JR西日本 おおさか東線 城北公園通駅から南へ約1.5㎞。

## 校区内の主な施設
- ベルパーク